# Трэш-метал
Трэш-ме́тал или Треш-ме́тал (англ. thrash metal, от to thrash — англ. бить, молотить, крошить) — музыкальное направление в метале, давшее начало большинству экстремальных его разновидностей. Характеризуется достаточно высокой скоростью исполнения, большей жёсткостью пробивных, быстрых, исполненных в низком диапазоне частот ритмических фигур (риффов) по сравнению с классическим хэви-металом и агрессией вкупе с техничным, кромсающим, молотящим, скоростным стилем гитарных соло в высоком диапазоне частот и басово-гитарным тремоло. Линии вокала нередко диссонируют с инструментальной фактурой, хотя в целом вокальную манеру, пусть и достаточно форсированную и экспрессивную (чаще встречаются достаточно низкие, мужественные голоса), никак нельзя назвать антимузыкальной. Тексты песен зачастую изобилуют критикой общественных укладов, часто связаны с различными проявлениями социальной несправедливости. В текстах часто используются грубые средства выражения языка, что частично пересекается и роднит трэш-метал с хардкором.

## Черты жанра
Характерными чертами трэш-метала являются быстрый, стремительный темп исполнения, скоростные низкочастотные гитарные риффы и высокочастотные, продолжительные соло. Гитарные ритм-партии при исполнении трэш-метала характеризуются приглушением вибрации струн ладонью (palm muting) и стаккато при сильно искажённом звуке, вследствие чего приобретается некое «пыхтящее» звучание. В качестве штрихов для ритм-гитары используют также переменный штрих, «галоп» и нисходящий удар (даунстрок). В качестве примеров известных ритм-гитаристов можно привести Джеймса Хетфилда, Скотта Яна и многих других.
То же самое можно сказать и про гармонию песен. Зачастую неподготовленному слушателю кажется, что песня представляет собой какой-то хаотичный набор звуков, хотя на деле речь идет о довольно сложном построении композиций, которые берут некоторые элементы из таких стилей, как блюз и джаз. Очень часто используются хроматизмы, миксодиатоника, смена не только гармонии, но даже тональности и музыкального размера в одной песне. В основном используются такие лады, как пентатоника и фригийский.
При исполнении трэш-метала гитарные соло едва ли не исключительно играются только на высокой скорости, благодаря чему они и приобретают своё отличительное молотящее звучание. При исполнении соло гитаристы часто используют такие техники игры, как дайв-бомба, свип, легато, переменный штрих (англ. alternate picking), пропуск струн (англ. string skipping) и тэппинг двумя руками. Также многие гитаристы используют педаль wah-wah. Появление соло-гитаристов, исполняющих трэш-метал, корнями уходит в эпоху NWOBHM. Высокая скорость же связана с влиянием спид-метала и непосредственно хардкор-панка. Однако, в некоторых композициях есть и мелодичные соло-партии, также используются и сдвоенные соло. Примерами служат Кирк Хэммет, Дэйв Мастейн, Крис Поланд, Марти Фридман, Алекс Сколник и многие другие.
Скорость и соотношение темпов в песнях трэш-метала — это то, что его отличает от других стилей. Звучание музыки становится потрошащим, взрывным благодаря отличительному стилю игры ударных инструментов. Как правило, при исполнении музыки в стиле трэш-метал ударяется малый барабан на каждую вторую долю такта, часто используется double time (дословно двойной размер), когда группа продолжает играть в том же темпе, что и раньше, а барабанщик — в 2 раза быстрее (условно, все четверти превращаются в восьмые). Также распространён неистовый, пулемётный стиль игры на бас-бочке — бласт-бит. Трэш-ударники часто прибегают к использованию двух бас-бочек одновременно, или же используют одну бас-бочку и так называемый «кардан». Многие из них признаны как лучшие ударники в рок-музыке — Дэйв Ломбардо (Slayer), Джин Хоглан (Dark Angel, Testament), Чарли Бенанте (Anthrax), Ник Менца (Megadeth), Игор Кавалера (Sepultura) и Ларс Ульрих (Metallica).
В связи с высокой скоростью исполнения песен в трэш-метале многие бас-гитаристы прибегают к использованию плектров (медиаторов) вместо пальцев, то есть используют медиаторную технику игры, а не пальцевую, для получения более четкого и читаемого звука. Однако некоторые выдающиеся басисты — Клифф Бёртон и Роберт Трухильо (Metallica), Фрэнк Белло (Anthrax), Рон Бродер (Coroner), Грег Кристиан и Стив ДиДжорджио (Testament), Кристиан Гизлер (бывший басист Kreator) всё-таки исполняют свои партии пальцами.
Некоторые бас-гитаристы для более быстрого исполнения используют безладовые бас-гитары. Также используется перегруженное или деформированное звучание бас-гитары — подход, популяризованный Клиффом Бёртоном и Лемми Килмистером (Motörhead).
Стили исполнения вокальных партий отличаются. Большинство вокалистов прибегают к скрежещущему, резкому, раздражающему способу исполнения, такие как Бобби Эллсворт (Overkill), Стив Суза (Exodus), некоторые ориентируются в своём творчестве на манеру пения, присущую поп-музыке и панку, другие исполняют свои партии так, что это похоже просто на крики, а некоторые даже используют гроулинг (Чак Билли после 1994 г., Макс Кавалера). Используется и чистый вокал (Metallica, Anthrax).
Тематическая составляющая текстов песен в трэш-метале включает в себя насилие, вопросы жизни и смерти, религию и общество, в частности, это война, бесчеловечные зверские чувства, скрытые в подсознании, и представления о будущем коллапсе человеческой цивилизации (что частично перекликается с идеями панка). Также некоторые исполнители трэш-метала пишут тексты под впечатлением литературных произведений (например, некоторые песни Metallica написаны под впечатлением произведений Говарда Лавкрафта и Кена Кизи, у Anthrax — от произведений Стивена Кинга). В противоположность другим экстремальным направлениям в музыке, трэш-метал часто обращается к положительным социальным явлениям, к примеру тема энвайронментализма прослеживалась в творчестве групп Evildead, Nuclear Assault и многих других. Группа Anthrax через тексты песен выражает свою любовь к героям из комиксов.

## История

### Истоки
Предпосылки к становлению трэш-метала появились ещё в начале 70-х: первой песней в этом жанре считается «Stone Cold Crazy» группы Queen, на которую впоследствии сделала кавер известная трэш-метал-группа Metallica. Элементы трэш-метала Queen также использовали и ранее, в песнях «Modern Times Rock ’N’ Roll» и «Ogre Battle», вышедших, соответственно, в первом и втором альбомах группы.
Истоки трэш-метала, по общему мнению, восходят к концу 1970-х годов — началу 1980-х годов, когда некоторые металические группы привнесли экстремальную скорость хардкор-панка  в традиционную мелодику и ритмическую структуру метала. Venom и особенно Motörhead обычно рассматриваются в качестве групп, давших толчок развитию трэш-метала.
В конце 1970-х годов появляются такие хардкор-панк-группы, как The Misfits и Black Flag. Они немного отдалились по звучанию от своих предшественников, значительно увеличив скорость исполнения ритмических структур своих песен. Также в возникновении трэш-метала свою роль сыграли Discharge, The Ramones, Sex Pistols и The Dead Boys — классика панк-рока.
Родиной трэш-метала считается Калифорния, где в начале 1980-х годов местные группы, вдохновлённые успехами NWOBHM, внесли в классический хеви-метал больше скорости, традиционный американский хардкор и немного атмосферы панк-рока. Ближайшим родственным жанром раннего трэш-метала был спид-метал, и поначалу критики не разделяли их, однако позднее спид эволюционировал в мелодичный пауэр-метал.
1981 год можно рассматривать в качестве ключевого года для образования и развития трэш-метала, однако рассмотрение произведений, написанных ранее 1981 года, помогают обозреть жанр в целом. Песня группы Queen 1974 года «Stone Cold Crazy» считается ранним предвестником звучания трэш-метала. Metallica получили Грэмми за запись и исполнение этой песни в 1991 году. Первый рифф песни Black Sabbath «Symptom of the Universe» 1975 года возможно является первым трэш-риффом, хотя и созданным в рамках хеви-метал исполнения. Впрочем, такие их песни как «Into the Void», «Children of the Grave» 1971 года и «Sabbath Bloody Sabbath» 1973 года также достойны такого статуса.
Пионеры скоростного метала Judas Priest также воплотили в жизнь в альбоме «Stained Class» в 1978 году некоторые идеи, придавшие альбому некоторое трэш-металическое звучание, включая панковский контрапункт полифонический рифф в песне «Saints in Hell» и общую структуру песни «Exciter», которую часто причисляют к предтечам трэш-метала. К трэш-металу вполне можно отнести и песню Scorpions He’s A Woman, She’s A Man из альбома 1977 года Taken By Force.
Существует такое понятие, как «Большая четвёрка трэш-метала». В неё входят четыре крупнейшие группы, исполняющие музыку в этом жанре: Metallica, Megadeth, Slayer и Anthrax. Считается, что творчество этих коллективов положило начало развитию данного направления в музыке. Наиболее известными американскими трэш-группами помимо вышеназванных исполнителей считаются Exodus, Overkill и Testament.
Группа из Южной Калифорнии Leather Charm сочинила песню «Hit the Lights». Leather Charm было отведено короткое время, и она вскоре распалась. Metallica была сформирована после того, как основной автор песен в Leather Charm, Джеймс Хетфилд, прочитал заметку Ларса Ульриха в газете о том, что тот ищет вокалиста, гитариста и басиста. Песня «Hit the Lights» выпущена уже под маркой «Metallica». В июле 1982 года  всё та же группа выпустила демозапись No Life 'Til Leather. В том же месяце 1983 года ими была выпущена пластинка Kill 'Em All. Таким образом Metallica стала второй группой, выпустившей долгоиграющую пластинку после Venom. Вскоре после этого Slayer записали свой дебютный альбом Show No Mercy в декабре 1983 года. Также стоит отметить, что альбом Motörhead под названием Overkill, вышедший в 1979 году, в частности и одноимëнный сингл c ураганным по тем временам темпом, мощной ритм-секцией, с маниакальной работой ударных, включающей в себя более акцентированное использование сдвоенных барабан-бочек, произвел настоящий фурор в среде металлического андеграунда) дал название одноимённой группе из Нью-Джерси, которая в 1981 году записала песню, часто рассматриваемую как первая песня в стиле трэш-метал, руппы «— «Unleash the Beast Within». Группа Metal Church сделала несколько репетиционных записей в 1980-81 годах, очень похожих на первые достижения Metallica и Overkill, однако они ине были настолько трэшевыми.
Первым трэш-демо может вполне считаться «Red Skies» группы Metal Church, записанное в конце 1981 года. Инструментальное демо сочетало в себе элементы трэш-метала, спид-метала и пауэр-метала, однако не получило такой известности, как их же второе демо 1982 года. В 1981 году также выпустили первую демозапись Znowhite, металическая группа из Чикаго, которую одни музыкальные критики относят к спид-металу, а другие — к трэш-металу. Согласно различным данным, канадская группа Exciter также записала демо либо в 1980 году, либо в 1981 году. Эту группу относят в большинстве случаев к спид- или трэш-металу, однако сами себя музыканты относят к пауэр-хеви-металу.
Metallica на свет вышли вторыми с демо Power Metal, выпущенным в апреле 1982 года, и затем No Life 'til Leather в июле того же года, и первыми со студийным альбомом «Kill 'Em All» в июле 1983 года. После этого группы Slayer и Exodus записали свои альбомы с более тяжёлым звуком. Одновременно в Европе группа Artillery в ноябре 1982 года также записала демо «We Are the Dead» со звучанием, более ориентированным на звучание Black Sabbath, что проявилось в том, что трэш-метал Artillery не был таким быстрым, как у Metallica, однако там были схожие ритмические идеи.
Развитие европейской сцены трэш-метала началось в начале 1982 года в основном под влиянием наиболее агрессивной музыки Германии и Англии того времени. Творчество групп, представлявших NWOBHM, такие как Tank, Raven и Venom, а также Accept, мотивировало музыкантов Европы к созданию собственных коллективов, таких как германские трэш-метал группы Sodom, Kreator и Destruction (которые в Германии называют «Три светила трэш-метала» (нем. Dreigestirn des Thrash). Германский трэш-метал (также известный как Тевтонский трэш-метал) характеризуется более жёстким и плотным звуком. Наиболее заметными представителями данной школы являются также Holy Moses и швейцарская группа Coroner. В Британии в 1984 году появляется группа Xentrix.

### Середина 1980-х годов
Пик популярности трэш-метала пришёлся на середину — конец 1980-х гг. Популярность трэш-метала возросла в 1984 году с выходом одноимённого мини-альбома Overkill, альбомов Metallica Ride the Lightning, Anthrax Fistful of Metal и Slayer Haunting the Chapel. Произошло утяжеление звучания, отразившееся в творчестве Exodus в альбоме Bonded by Blood и Slayer в альбоме Hell Awaits. В 1985 году германская группа Kreator выпустила свой дебютный альбом Endless Pain, а бразильцы Sepultura — свой мини-альбом Bestial Devastation. Группа Megadeth, основанная бывшим участником Metallica, гитаристом Дэйвом Мастейном, также в 1985 году выпустила свой первый альбом Killing Is My Business… And Business Is Good!.
Некоторые из наиболее значимых и оказавших влияние на развитие данного направления в музыке и музыкальную индустрию в целом альбомов были записаны в 1986 году. Группа Dark Angel выпустила второй альбом под названием Darkness Descends, исполненный в чрезмерном во всех отношениях стиле и включающий очень длинные, крайне быстрые (некоторые более 300 ударов в минуту), неистовые и кровавые песни. Slayer, прослывшие наиболее зловещей группой начала 1980-х годов, выпустили Reign in Blood, рассматриваемый как альбом, оставивший наибольший след в истории (согласно All Music Guide, эта запись породила весь дэт-метал целиком, что не совсем верно, потому что первые дэт-металлисты были вдохновлены более ранними работами группы). Kreator выпустили Pleasure to Kill, который позднее также оказал влияние на формирование дэт-метала своей бешеной скоростью и «лающим» типом вокала.
Альбом Metallica 1986 года Master of Puppets был одним из первых трэш-метал альбомов, вызвавших восторг критиков и имевших коммерческий успех. В ноябре того же года Megadeth выпустили Peace Sells… But Who’s Buying?, успех которого привёл к коммерческому прорыву группы. All Music Guide рассматривает этот поворотный для всего трэш-метала альбом как один из наиболее заметных альбомов десятилетия, и один из определяющих трэш-метал-альбомов.
Megadeth, Helstar, Testament и Heathen известны благодаря яркой игре своих соло-гитаристов. Альбом группы Watchtower 1985 года Energetic Disassembly демонстрировал больше прогрессивного рока, включая в себя заимствования из джаза.
Трэш-метал оказал огромное влияние на новое поколение середины 80-x, благодаря чему породил новые, более экстремальные и радикальные жанры метала, такие как дэт-метал и блэк-метал. Начало дэт-металу положили калифорнийские трэшеры Possessed, чей дебютник считается первым альбомом в этом жанре и вдохновил многих будущих дэт-исполнителей, в частности, лидера группы Death Чака Шульдинера, чья виртуозная гитарная игра и талант композитора обособили дэт-метал как отдельный жанр и определили его развитие на многие годы вперед.
В качестве источника возникновения блэка выделяют целое явление, называемое первой волной. Как жанр он представляет собой сырой трэш-метал, без сложных композиционных структур, с ярко выраженной сатанинской тематикой песен и образом музыкантов. Под это определение подходит раннее творчество таких групп, как Venom, Slayer, Sodom, Kreator, Destruction, Bathory и Sepultura, а также Bulldozer, Death SS, Tormentor, Denmark’s, Sarcófago, Zemial и другие.
Другими, важными в становлении жанра исполнителями, являются Mercyful Fate и Celtic Frost.

### Конец 1980-х годов
Поздние 1980-е годы показали перемены, произошедшие в таком музыкальном жанре, как трэш-метал. Понемногу звучание стало более мелодичным и в некоторой степени не сочеталось с текстами песен. Хотя стиль уже был известен благодаря своей техничности, произошёл переход в другую крайность, что дало толчок появлению новых талантливых групп. Наступило время доказывать солидной публике, прессе и критикам, что трэш-метал — это не только динамичный и ураганный натиск на уши слушателей, но и то, что трэш-группам вполне под силу и более изящное и тонкое творчество. Стремление и желание играть более сложную и разнообразную музыку охватило практически все жанры и стили метала и, конечно же, группы наиболее экстремальных направлений метала тоже не остались в стороне от этих тенденций.
В среде трэш-исполнителей стали появляться коллективы, которые не боялись идти на смелые эксперименты, подходили более разнообразно к аранжировке и структурированию традиционных форм трэш-метала. Хронологическими первопроходцами и зачинателями техно-трэша и прогрессивного трэша, по всеобщему мнению, считаются американская группа Watchtower и канадская Voivod. Watchtower синтезировали трэш-метал с джазом и арт-роком, показав при этом незаурядные способности инструменталистов и поистине виртуозов своего дела. Канадцы были вдохновлены на творчество произведениями такого классического композитора как Бела Барток и легендарными британскими коллективами Pink Floyd и King Crimson. И всё это богатство и разнообразие своих музыкальных вкусов участники группы органично соединили с элементами трэш-метала, получив тем самым оригинальную и ни на что другое не похожую версию тяжелой музыки названной «психоделический метал».
Волна увлечения экспериментальной музыкой докатилась и до берегов европейского континента. На прилавках специализированных магазинов появились альбомы швейцарской группы Celtic Frost, немецкой Mekong Delta и датской Artillery. Швейцарцы являются новаторами в металической музыке. При аранжировке своих музыкальных тем и структур они одними из первых в метале стали использовать струнные оркестровки, оперный вокал и электронное звучание. Группа Mekong Delta вплотную подошла к слиянию трэш-метала с классической музыкой, результат получился более чем убедительный. Музыка коллектива чрезвычайно разнообразна, одновременно сложна и привлекательна. Датчане Artillery опирались в своем творчестве на сложные ритмические и аритмические сбивки, частые смены ритма и темпа, использование гитарной акустики. Эстафету техно-трэш-метала подхватили такие коллективы как: американцы Toxik, Hades и Realm, немцы Sieges Even, Accuser, Despair (первая группа Вальдемара Зорюхты (нем. Waldemar Sorychta)) и Deathrow, канадцы D.B.C., Infernal Majesty и Annihilator, швейцарцы Coroner и шведы Hexenhaus, в лице которых техно-трэш-метал получил достойных продолжателей своих славных традиций.
В 1987 Anthrax выпустили новый альбом Among the Living, с быстрыми и тяжёлыми гитарами и дробящими барабанами. Песни группы Anthrax можно рассматривать как немного более мелодичные по сравнению с другими исполнителями того времени благодаря высокому вокалу, как и песни из альбома Taking Over группы Overkill, вышедшего в этом же году. Обе эти группы были на тот момент (и остаются ими до сих пор) самыми известными трэшерами Восточного побережья.
Группа Testament выпустила свой дебютный альбом The Legacy в том же году. Музыкальное звучание группы было акцентировано на более прогрессивных элементах трэш-метала. Тексты песен особенно в этом альбоме затрагивали оккультную и сатанинскую тематику, что повлияло на формирование тематики дэт-метала в целом. Death Angel в своём первом альбоме The Ultra-Violence 1987 года обратились к корням трэш-метала, где прослеживаются более оперные влияния классического рока на тематику текстов, например таких групп, как Queen и групп NWOBHM, как, например, Iron Maiden.
В 1988 году группа Suicidal Tendencies, которая в предыдущие годы играла исключительно в стиле панк, выпустила свой дебютный альбом How Will I Laugh Tomorrow When I Can’t Even Smile Today на одной из ведущих фирм грамзаписи. В этом альбоме присутствовали молотящие гитарные риффы и металлическое звучание с гораздо более сложными структурами песен, чем на их предыдущих альбомах, однако группа всё же оставалась верна своим корням как группа, в которой песни были очень мелодичны и припевы были запоминающимися. В том же году Overkill выпустила альбом Under The Influence, который также имел слегка панковое звучание.
К 1988 году стиль был уже довольно насыщен новыми группами, но классические альбомы ещё только должны были быть записаны. Третий альбом группы Sepultura Beneath the Remains 1989 года придал группе лидирующие позиции в жанре; его продажи составили 200 000 копий. Это связано с переходом группы на более крупный лейбл Roadrunner records. Testament продолжили свои творческие изыскания альбомами The New Order 1988 года и Practice What You Preach 1989 года, показавшими музыкальный рост участников группы и придавшими им почти такую же популярность, как у групп «Большой четвёрки». Группа Vio-lence, относительно поздно появившаяся в жанре трэш-метала, выпустила отличный дебютный альбом Eternal Nightmare 1988 года, где были скомбинированы безжалостные гитарные риффы и приёмы вокального исполнения, присущие панку, что вылилось в очень тяжёлый и быстрый трэш-метал альбом. Канадские трэшеры Annihilator записали свой в высшей степени техничный первый альбом Alice in Hell 1989 года, получивший восторженные отклики благодаря своим быстрым риффам и виртуозным гитарным соло. Sadus — ещё одна группа, поддавшаяся влиянию трэш-метала, с очень мощным звучанием благодаря безладовой бас-гитаре Стива ДиДжорджио (англ. Steve DiGiorgio, также в Death). В это время в Германии Sodom выпустили альбом Agent Orange, а Kreator — Extreme Aggression. Оба альбома взорвали трэш-металическую общественность в 1989 году и рассматриваются как классика трэш-метала почитателями данного стиля во всём мире.
Корифеи стиля продолжали записывать классические альбомы. Megadeth выпустили So Far, So Good… So What! в 1988 году, в то время как Metallica, издав …And Justice for All в том же году, сняли свой первый видеоклип на песню о Первой мировой войне под названием «One».

### 1990-е годы
Среди альбомов, изданных в 1990 году присутствуют, такие альбомы, как Rust in Peace группы Megadeth, Persistence of Time группы Anthrax, Seasons in the Abyss группы Slayer, Lights…Camera…Revolution! группы Suicidal Tendencies, Souls of Black группы Testament, Never, Neverland группы Annihilator, Coma of Souls группы Kreator и Better off Dead группы Sodom. Все эти альбомы были коммерчески удачными произведениями вышеперечисленных артистов.
1990-е годы — время, когда коллективы, выступавшие в жанре классического трэш-метала стали рассматриваться как атавизмы, поскольку многие трэшеры экспериментировали с новыми направлениями жанра. Альбом 1992 года группы Iced Earth Night of the Stormrider объединил в себе черты пауэр-метала и трэш-метала. Лебединая песня группы Dark Angel, альбом Time Does Not Heal, представлял собой весьма техничный прогрессивный трэш-метал с огромным количеством технически трудных риффов — 246 риффов в альбоме! Многие исполнители, такие как Machine Head, Accuser и Pantera, однако, предпочли пойти в более медленном направлении, выработав новое направление в трэш-метале — грув-метал, который реже именуют «пост-трэш-металом».
Хотя в 1990-х годах преобладающим жанром был альтернативный рок, на него оказали своё влияние исполнители трэш-метала. Альтернативная группа Primus (участником которой был бывший гитарист Possessed Ларри ЛаЛонде) смешала в своих быстрых песнях фанковые басовые партии Леса Клэйпула и гитарные риффы с оттенком трэш-метала.
Многие ветераны трэш-метала поменяли своё звучание на более доступное для широкой аудитории и для радио. В 1991 году Metallica выпустили одноимённый альбом, который побил рекорд продаж альбомов не только группы, но и всего металла в целом. Всего было продано более 15 000 000 копий альбома, и он сертифицирован RIAA как «бриллиантовый». Позднее группа выпустила альбомы Load 1996 года и ReLoad 1997 года, в которых отразилось влияние блюза, блюз-рока, классического хеви-метала и южного рока. Overkill выпустили напоследок альбом Horrorscope, который занял четвёртое место в десятке величайших альбомов трэш-метала всех времён по версии WhatCulture, после чего тоже начали экспериментировать со своей музыкой.
Megadeth и Anthrax также свернули с ранее намеченного курса. Megadeth пошли в более доступном для слушателя направлении со своим альбомом 1992 года Countdown To Extinction. Anthrax расстались со своим лидером Джои Белладонной (англ. Joey Belladonna) и приняли вокалиста группы Armored Saint Джона Буша (англ. John Bush), чей стиль пения отличался от его предшественника. Первым релизом в новом составе был альбом 1993 года Sound of White Noise.
Testament выпустили мейнстримовый мелодичный альбом The Ritual в 1992 году перед тем, как перешли к более ориентированному на дэт-метал звучанию. Annihilator переключились на более коммерческий стиль, выпустив альбомы Set the World on Fire и King of the Kill перед тем, как вернулись к истокам. Kreator начали экспериментировать с индустриальным металом и готикой начиная с альбома Renewal. Sodom обратились к панку и хардкору в альбоме Get What You Deserve. Некоторые коллективы, такие как Slayer остались верны жанру. Их альбом Divine Intervention выполнен в классическом трэш-метал стиле, но в следующем альбоме (Diabolus In Musica) музыканты поддались влиянию очень популярного в конце 90-х ню-метала.
Участники Sepultura, Annihilator и многие другие трэшеры приняли участие в записи альбома United фирмы Roadrunner в 2005 году. В первом издании серии были представлены признанные классики жанра и новые группы трэш-метала. Проходит волна воссоединений старых трэш-метал групп, таких как Nuclear Assault, которые выпустили новый альбом Third World Genocide. Группа Testament воссоединилась в оригинальном составе и дала серию концертов, а также издала живой альбом и видео под названием Live In London. Музыканты выпустили новый альбом The Formation of Damnation 29 апреля 2008.

### Последние тенденции
В последнее время трэш-метал наравне с другими жанрами экстремального металла, которые прежде считались мёртвыми для мейнстримовых СМИ, но благополучно существовавшими в музыкальном андеграунде, демонстрирует тенденцию к возрождению, приобретая новую популярность. Отчасти этому может способствовать повышение доступности различных форм метала и классического рока благодаря исполнению кавер-версий старых классических метал-хитов молодыми исполнителями, интернет-радио и спутниковому радио, а также телевизионным каналам, таким как VH1 и MTV.
Старые трэш-исполнители продолжают выпускать новый материал — последние альбомы: Sepultura — Quadra (2020), Testament — Titans of Creation (2020), Exodus — Persona Non Grata (2021), Kreator — Hate Über Alles  (2022), Megadeth — The Sick, the Dying… and the Dead! (2022), Metallica — 72 Seasons (2023), Overkill — Scorched (2023), Destruction — Birth of Malice (2025), Sodom — The Arsonist (2025).
На фоне возросшего интереса к трэш-металу определённого успеха добились также и более молодые группы, «исповедующие» классический трэш-метал: Lost Society, Evile, Havok, Bonded By Blood, Gama Bomb, Diamond Plate, Warbringer, Chronosphere, Lazarus A.D., Violator, Suicidal Angels, Space Eater, Tantara и другие.

## Тур «Большой четверки»
В декабре 2009 года было официально объявлено о совместном туре групп «Большой четверки трэш-метала» — Metallica, Megadeth, Slayer и Anthrax. Тур стартовал в 2010 году в Варшаве (Польша), Йоншвиле (Швейцария) и Праге (Чехия) 16, 18 и 19 июня соответственно Последний концерт прошёл в Стамбуле (Турция). Концерт в Софии в Болгарии, проходивший 22 июня 2010 года, транслировался через спутник в кинотеатрах в США, Канаде, Европе и Латинской Америке. Концерт также содержал исторический момент в виде одновременного выступления всех участников «Большой Четверки трэш-метала» (за исключением Керри Кинга, Тома Арайи и Джеффа Ханнемана из Slayer) с песней Am I Evil? группы Diamond Head.

## Регионы распространения
Как и для многих других музыкальных направлений, для трэш-метала также можно выделить отдельные регионы распространения данного стиля, где его звучание приобретает особенные, присущие только данному региону черты. Четыре наиболее известных региона следующие:

## В СССР и России
Первой группой, выпустившей в СССР альбом в жанре трэш-метал, была ленинградская группа «Фронт» («Металлизация», 1987 г.)
Среди первых же трэш-металлических групп по времени образования была «Коррозия Металла», чей первый концерт состоялся в 1985 году в подвале ЖЭКа и был разогнан милицией. Из-за вызывающих текстов музыку «Коррозии Металла» не издавало государственное издательство, поэтому басист группы С. Троицкий (псевдоним — Паук) основал свой собственный лейбл «Корпорация тяжёлого рока» (КТР records).
В 1985 году возникла группа «Шах», в которой играл Антонио Гарсиа. Группа записала один магнитоальбом («Escape from mind», 1987), а через некоторое время в состав группы вошёл покинувший состав «Чёрного Обелиска», ещё одной известной трэшевой группы, Анатолий Крупнов, вскоре после чего «Шах» подписали контракт на запуск и издание альбома за рубежом. Получивший успех как на Родине, так и в Европе, в первую очередь, в Германии, альбом «Beware» (1989) стал первой трэш-металлической работой советской группы, вышедшей в Западной Европе. После выпуска ещё трёх альбомов SHAH в 1996 году прекращают существование.
Также во второй половине 1980-х к трэш-металу обращаются появившиеся ранее группы, такие как 99 %.
Самой успешной советской группой в жанре спид/трэш-метал был «Мастер», основанный бывшими музыкантами хеви-метал-группы «Ария» Аликом Грановским и Андреем Большаковым. Их альбом «Мастер» вышел в 1987—1988 годах на фирме «Мелодия» миллионным тиражом. Альбом частично состоял из утяжелённых песен «Арии», частично из нового материала в стиле трэш-метал. За ним в 1989 году последовал целиком трэш-металлический «С петлёй на шее» (1989), разошедшийся двухмиллионным тиражом.
Группа «Круиз» в конце 80-х записала трэш-металлические альбомы «Круиз-1», «Железный рок», а также англоязычные «KRUIZ», который был издан на лейбле WEA, и «Culture Shock ALS». Если последний не был выпущен до 2007 года, то «KRUIZ» имел большой успех в Германии и европейских странах.
Среди других ранних исполнителей трэш-метал были «Д.И.В.», «Железный Поток», «Преисподняя», «Кантор» и «Hellraiser», «Дай». Также элементы трэш-метала были заметны в музыке группы «E.S.T.». В первой половине 1990-х становятся известными также «Аспид» (progressive thrash), «Crownear» (progressive thrash), «Валькирия» (sympho thrash), «Paranoia», «Adolf Castle», «Mortifer», «Тризна», «Мафия», «Город Дит», пародийная группа «Клиника», чуть позже — «Кранты», «Трупный Яд» и «Холостой Выстрел» (death/thrash metal).
К началу нового тысячелетия большинство старых групп либо распалось, либо заиграло другую музыку («Фронт» ударились в индастриал, «Мастер» обратились к более классическому хард-н-хеви, «Коррозия Металла» и «Д. И. В.» заиграли националистический oi!), повторив, до определённого этапа, западный сценарий развития жанра. Появляются и новые коллективы — «Arbitrator», «Manic Depression», «Stalwart», «DeadXHead», «Хархан», «468», но они не смогли добиться популярности, сопутствовавшей трэш-группам конца 1980-х — начала 1990-х.

## Производные жанры
В трэш-метале выделились такие подстили, как техно-трэш (Mekong Delta, Annihilator), кроссовер-трэш (D.R.I.), грув-метал (Pantera, Lamb of God), брутальный трэш-метал (Vulcano, Possessed), мелодичный трэш-метал (Sanctity), прогрессивный трэш-метал (Vektor) .
Трэш-метал, в котором присутствуют элементы панка в большем количестве, чем в классическом трэш-метале, носит название кроссовер-трэш, или для краткости кроссовер. Общее звучание данного жанра поддаётся большему влиянию панка, чем классический трэш-метал и содержит в себе больше метал-элементов, чем традиционный хардкор-панк и трэшкор. Кроссовер часто агрессивнее и быстрее традиционного панка вследствие большего влияния трэш-метала на его звучание. Пионерами этого жанра были Nuclear Assault, Dirty Rotten Imbeciles, Stormtroopers of Death, Suicidal Tendencies, Cryptic Slaughter, SSD, DYS, Cro-Mags и Septic Death.
Кроссовер объединил в себе более медленные трэшевые риффы и разрывные гитарные риффы, обычно встречающиеся в хардкоре, и способствовал появлению ещё двух производных жанров — таких, как грув-метал (раньше иногда встречалось название пост-трэш) и металкор.

## Наиболее значимые альбомы
По мнению журнала Classic Rock:
- Slayer — Reign in Blood (1986)
- Metallica — Kill 'em All (1983)
- Megadeth — Peace Sells… But Who's Buying? (1986)
- Anthrax — Spreading the Disease (1985)
- Testament — The Legacy (1987)
- Dark Angel — Darkness Descends (1986)
- Exodus — Bonded by Blood (1985)
- Sepultura — Beneath The Remains (1989)
- Destruction — Eternal Devastation (1986)

## Фильмы о трэш-метале
- Внимание, трэш! История трэш-метала (англ. Get Thrashed; 2006) — фильм посвящён истории возникновения и развития трэш-метала.